# National Hockey League 2000/2001
National Hockey League 2000/2001 var den 84:e säsongen av NHL, där samtliga 30 lag spelade 82 grundseriesmatcher innan det avgjorts vilka 16 lag som gick vidare till slutspelet. Colorado Avalanche vann Stanley Cup för andra gången efter seger i finalserien mot New Jersey Devils med 4-3 i matcher.
Den 7 och 8 oktober 2000 spelade Nashville Predators och Pittsburgh Penguins två matcher mot varandra i Tokyo.
Jaromír Jágr, Pittsburgh Penguins, vann poängligan för fjärde gången i rad, denna säsong på 121 poäng (52 mål + 69 assist). Det var sjunde säsongen i rad som en Pittsburgh-spelare vann poängligan.
Ligan utökades med två nya lag när Columbus Blue Jackets, från Columbus i Ohio och Minnesota Wild, från St Paul i Minnesota, spelade sina första säsonger.

## Grundserien

### Eastern Conference
Not: SM = Spelade matcher, V = Vunna, O = Oavgjorda, F = Förlorade, ÖTF = Övertidsförlust, GM = Gjorda mål, IM = Insläppta mål, Pts = Poäng, MSK = Målskillnad
- Lag i GRÖN färg till slutspel.
- Lag i RÖD färg har spelat klart för säsongen.

Lagen som kvalificerade sig för slutspel förutom de fyra divisionsvinnarna var de tolv lag (sex i varje konferens) som hade mest poäng i grundserien.
| Atlantic Division   | SM | V  | O  | F  | ÖTF | GM  | IM  | Pts | MSK  |
| ------------------- | -- | -- | -- | -- | --- | --- | --- | --- | ---- |
| New Jersey Devils   | 82 | 48 | 15 | 19 | 3   | 295 | 195 | 111 | +100 |
| Philadelphia Flyers | 82 | 43 | 14 | 25 | 3   | 240 | 207 | 100 | +33  |
| Pittsburgh Penguins | 82 | 42 | 12 | 28 | 3   | 281 | 256 | 96  | +25  |
| New York Rangers    | 82 | 33 | 6  | 43 | 1   | 250 | 290 | 72  | -40  |
| New York Islanders  | 82 | 21 | 10 | 51 | 3   | 185 | 268 | 52  | -83  |

| Northeast Division  | SM | V  | O  | F  | ÖTF | GM  | IM  | Pts | MSK |
| ------------------- | -- | -- | -- | -- | --- | --- | --- | --- | --- |
| Ottawa Senators     | 82 | 48 | 13 | 21 | 4   | 274 | 205 | 109 | +69 |
| Buffalo Sabres      | 82 | 46 | 6  | 30 | 1   | 218 | 184 | 98  | +34 |
| Toronto Maple Leafs | 82 | 37 | 16 | 29 | 5   | 232 | 207 | 90  | +25 |
| Boston Bruins       | 82 | 36 | 16 | 30 | 8   | 227 | 249 | 88  | -22 |
| Montreal Canadiens  | 82 | 28 | 14 | 40 | 6   | 206 | 232 | 70  | -26 |

| Southeast Division  | SM | V  | O  | F  | ÖTF | GM  | IM  | Pts | MSK |
| ------------------- | -- | -- | -- | -- | --- | --- | --- | --- | --- |
| Washington Capitals | 82 | 41 | 14 | 27 | 4   | 233 | 211 | 96  | +22 |
| Carolina Hurricanes | 82 | 38 | 12 | 32 | 3   | 212 | 225 | 88  | -13 |
| Florida Panthers    | 82 | 22 | 22 | 38 | 9   | 200 | 246 | 66  | -46 |
| Atlanta Thrashers   | 82 | 23 | 14 | 45 | 2   | 211 | 289 | 60  | -78 |
| Tampa Bay Lightning | 82 | 24 | 11 | 47 | 5   | 201 | 280 | 59  | -79 |

### Western Conference
| Central Division      | SM | V  | O  | F  | ÖTF | GM  | IM  | Pts | MSK |
| --------------------- | -- | -- | -- | -- | --- | --- | --- | --- | --- |
| Detroit Red Wings     | 82 | 49 | 13 | 20 | 4   | 253 | 202 | 111 | +51 |
| St. Louis Blues       | 82 | 43 | 17 | 22 | 5   | 249 | 195 | 103 | +54 |
| Nashville Predators   | 82 | 34 | 12 | 36 | 3   | 186 | 200 | 80  | -14 |
| Chicago Blackhawks    | 82 | 29 | 13 | 40 | 5   | 210 | 246 | 71  | -36 |
| Columbus Blue Jackets | 82 | 28 | 15 | 39 | 6   | 190 | 233 | 71  | -43 |

| Northwest Division | SM | V  | O  | F  | ÖTF | GM  | IM  | Pts | MSK |
| ------------------ | -- | -- | -- | -- | --- | --- | --- | --- | --- |
| Colorado Avalanche | 82 | 52 | 14 | 16 | 4   | 270 | 192 | 118 | +78 |
| Edmonton Oilers    | 82 | 39 | 15 | 28 | 3   | 243 | 222 | 93  | +21 |
| Vancouver Canucks  | 82 | 36 | 18 | 28 | 7   | 239 | 238 | 90  | +1  |
| Calgary Flames     | 82 | 27 | 19 | 36 | 4   | 197 | 236 | 73  | -39 |
| Minnesota Wild     | 82 | 25 | 18 | 39 | 5   | 168 | 210 | 68  | -42 |

| Pacific Division        | SM | V  | O  | F  | ÖTF | GM  | IM  | Pts | MSK |
| ----------------------- | -- | -- | -- | -- | --- | --- | --- | --- | --- |
| Dallas Stars            | 82 | 48 | 10 | 24 | 2   | 241 | 187 | 106 | +54 |
| San Jose Sharks         | 82 | 40 | 15 | 27 | 3   | 217 | 192 | 95  | +25 |
| Los Angeles Kings       | 82 | 38 | 16 | 28 | 3   | 252 | 228 | 92  | +24 |
| Phoenix Coyotes         | 82 | 35 | 20 | 27 | 3   | 214 | 212 | 90  | +2  |
| Mighty Ducks of Anaheim | 82 | 25 | 16 | 41 | 5   | 188 | 245 | 66  | -57 |

## Poängligan
Not: SM = Spelade matcher, M = Mål, A = Assists, Pts = Poäng
| Spelare          | Lag         | SM | M  | A  | Pts |
| ---------------- | ----------- | -- | -- | -- | --- |
| Jaromír Jágr     | Pittsburgh  | 81 | 52 | 69 | 121 |
| Joe Sakic        | Colorado    | 82 | 54 | 64 | 118 |
| Patrik Eliáš     | New Jersey  | 82 | 40 | 56 | 96  |
| Aleksej Kovaljov | Pittsburgh  | 79 | 44 | 51 | 95  |
| Jason Allison    | Boston      | 82 | 36 | 59 | 95  |
| Martin Straka    | Pittsburgh  | 82 | 27 | 68 | 95  |
| Pavel Bure       | Florida     | 82 | 59 | 33 | 92  |
| Doug Weight      | Edmonton    | 82 | 25 | 65 | 90  |
| Zigmund Palffy   | Los Angeles | 73 | 38 | 51 | 89  |
| Peter Forsberg   | Colorado    | 73 | 27 | 62 | 89  |

## Slutspelet
16 lag gör upp om Stanley Cup. Samtliga matchserier avgörs i bäst av sju matcher.
|  | Kvartsfinaler inom konferensen | Kvartsfinaler inom konferensen        | Kvartsfinaler inom konferensen |   |                     | Semifinaler inom konferensen | Semifinaler inom konferensen | Semifinaler inom konferensen |                   |                    | Finaler inom konferensen | Finaler inom konferensen | Finaler inom konferensen |  |  | Stanley Cup-finalen | Stanley Cup-finalen | Stanley Cup-finalen |
|  |                                |                                       |                                |   |                     |                              |                              |                              |                   |                    |                          |                          |                          |  |  |                     |                     |                     |
|  | 1                              | New Jersey Devils                     | 4                              |   |                     | 1                            | New Jersey Devils            | 4                            |                   |                    |                          |                          |                          |  |  |                     |                     |                     |
|  | 8                              | Carolina Hurricanes                   | 2                              |   |                     | 7                            | Toronto Maple Leafs          | 3                            |                   |                    |                          |                          |                          |  |  |                     |                     |                     |
|  |                                |                                       |                                |   |                     |                              |                              |                              |                   |                    |                          |                          |                          |  |  |                     |                     |                     |
|  | 2                              | Ottawa Senators                       | 0                              |   |                     |                              |                              |                              | Östra konferensen | Östra konferensen  | Östra konferensen        | Östra konferensen        | Östra konferensen        |  |  |                     |                     |                     |
|  | 2                              | Ottawa Senators                       | 0                              |   |                     |                              |                              |                              | Östra konferensen | Östra konferensen  | Östra konferensen        | Östra konferensen        | Östra konferensen        |  |  |                     |                     |                     |
|  | 7                              | Toronto Maple Leafs                   | 4                              |   |                     |                              |                              |                              |                   |                    |                          |                          |                          |  |  |                     |                     |                     |
|  | 7                              | Toronto Maple Leafs                   | 4                              |   |                     |                              |                              |                              |                   | 1                  | New Jersey Devils        | 4                        |                          |  |  |                     |                     |                     |
|  |                                |                                       |                                |   |                     |                              |                              |                              |                   | 1                  | New Jersey Devils        | 4                        |                          |  |  |                     |                     |                     |
|  |                                | 6                                     | Pittsburgh Penguins            | 1 |                     |                              |                              |                              |                   |                    |                          |                          |                          |  |  |                     |                     |                     |
|  | 3                              | 6                                     | Pittsburgh Penguins            | 1 | Washington Capitals | 2                            |                              |                              |                   |                    |                          |                          |                          |  |  |                     |                     |                     |
|  | 3                              |                                       |                                |   | Washington Capitals | 2                            |                              |                              |                   |                    |                          |                          |                          |  |  |                     |                     |                     |
|  | 6                              | Pittsburgh Penguins                   | 4                              |   |                     |                              |                              |                              |                   |                    |                          |                          |                          |  |  |                     |                     |                     |
|  | 6                              | Pittsburgh Penguins                   | 4                              |   |                     |                              |                              |                              |                   |                    |                          |                          |                          |  |  |                     |                     |                     |
|  |                                |                                       |                                |   |                     |                              |                              |                              |                   |                    |                          |                          |                          |  |  |                     |                     |                     |
|  |                                |                                       |                                |   |                     |                              |                              |                              |                   |                    |                          |                          |                          |  |  |                     |                     |                     |
|  | 4                              | Philadelphia Flyers                   | 2                              |   | 5                   | Buffalo Sabres               | 3                            |                              |                   |                    |                          |                          |                          |  |  |                     |                     |                     |
|  | 4                              | Philadelphia Flyers                   | 2                              |   | 5                   | Buffalo Sabres               | 3                            |                              |                   |                    |                          |                          |                          |  |  |                     |                     |                     |
|  | 5                              | Buffalo Sabres                        | 4                              |   |                     | 6                            | Pittsburgh Penguins          | 4                            |                   |                    |                          |                          |                          |  |  |                     |                     |                     |
|  | 5                              | Buffalo Sabres                        | 4                              |   |                     |                              |                              |                              |                   | E1                 | New Jersey Devils        | 3                        |                          |  |  |                     |                     |                     |
|  |                                | (Lagen omseedas efter kvartfinalerna) |                                |   |                     |                              |                              |                              |                   | E1                 | New Jersey Devils        | 3                        |                          |  |  |                     |                     |                     |
|  |                                | W1                                    | Colorado Avalanche             | 4 |                     |                              |                              |                              |                   |                    |                          |                          |                          |  |  |                     |                     |                     |
|  | 1                              | W1                                    | Colorado Avalanche             | 4 | Colorado Avalanche  | 4                            |                              |                              | 1                 | Colorado Avalanche | 4                        |                          |                          |  |  |                     |                     |                     |
|  | 1                              |                                       |                                |   | Colorado Avalanche  | 4                            |                              |                              | 1                 | Colorado Avalanche | 4                        |                          |                          |  |  |                     |                     |                     |
|  | 8                              | Vancouver Canucks                     | 0                              |   |                     | 7                            | Los Angeles Kings            | 3                            |                   |                    |                          |                          |                          |  |  |                     |                     |                     |
|  | 8                              | Vancouver Canucks                     | 0                              |   |                     | 7                            | Los Angeles Kings            | 3                            |                   |                    |                          |                          |                          |  |  |                     |                     |                     |
|  |                                |                                       |                                |   |                     |                              |                              |                              |                   |                    |                          |                          |                          |  |  |                     |                     |                     |
|  | 2                              | Detroit Red Wings                     | 2                              |   |                     |                              |                              |                              |                   |                    |                          |                          |                          |  |  |                     |                     |                     |
|  | 2                              | Detroit Red Wings                     | 2                              |   |                     |                              |                              |                              |                   |                    |                          |                          |                          |  |  |                     |                     |                     |
|  | 7                              | Los Angeles Kings                     | 4                              |   |                     |                              |                              |                              |                   |                    |                          |                          |                          |  |  |                     |                     |                     |
|  | 7                              | Los Angeles Kings                     | 4                              |   |                     |                              |                              |                              | 1                 | Colorado Avalanche | 4                        |                          |                          |  |  |                     |                     |                     |
|  |                                |                                       |                                |   |                     |                              |                              |                              | 1                 | Colorado Avalanche | 4                        |                          |                          |  |  |                     |                     |                     |
|  |                                | 4                                     | St. Louis Blues                | 1 |                     |                              |                              |                              |                   |                    |                          |                          |                          |  |  |                     |                     |                     |
|  | 3                              | 4                                     | St. Louis Blues                | 1 | Dallas Stars        | 4                            |                              |                              |                   |                    |                          |                          |                          |  |  |                     |                     |                     |
|  | 3                              |                                       |                                |   | Dallas Stars        | 4                            |                              |                              |                   |                    |                          |                          |                          |  |  |                     |                     |                     |
|  | 6                              | Edmonton Oilers                       | 2                              |   |                     |                              |                              |                              |                   |                    | Västra konferensen       | Västra konferensen       | Västra konferensen       |  |  |                     |                     |                     |
|  | 6                              | Edmonton Oilers                       | 2                              |   |                     |                              |                              |                              |                   |                    | Västra konferensen       | Västra konferensen       | Västra konferensen       |  |  |                     |                     |                     |
|  |                                |                                       |                                |   |                     |                              |                              |                              |                   |                    |                          |                          |                          |  |  |                     |                     |                     |
|  | 4                              | St. Louis Blues                       | 4                              |   | 3                   | Dallas Stars                 | 0                            |                              |                   |                    |                          |                          |                          |  |  |                     |                     |                     |
|  | 4                              | St. Louis Blues                       | 4                              |   | 3                   | Dallas Stars                 | 0                            |                              |                   |                    |                          |                          |                          |  |  |                     |                     |                     |
|  | 5                              | San Jose Sharks                       | 2                              |   |                     | 4                            | St. Louis Blues              | 4                            |                   |                    |                          |                          |                          |  |  |                     |                     |                     |

### Stanley Cup-finalen
Colorado Avalanche vs. New Jersey Devils
Colorado Avalanche vann finalserien med 4-3 i matcher

## Poängligan slutspelet
Not: SM = Spelade matcher, M = Mål, A = Assists, Pts = Poäng
| Spelare           | Lag        | SM | M  | A  | Pts |
| ----------------- | ---------- | -- | -- | -- | --- |
| Joe Sakic         | Colorado   | 21 | 13 | 13 | 26  |
| Patrik Eliáš      | New Jersey | 25 | 9  | 14 | 23  |
| Milan Hejduk      | Colorado   | 23 | 7  | 16 | 23  |
| Petr Sýkora       | New Jersey | 25 | 10 | 12 | 22  |
| Alex Tanguay      | Colorado   | 23 | 6  | 15 | 21  |
| Rob Blake         | Colorado   | 23 | 6  | 13 | 19  |
| Brian Rafalski    | New Jersey | 25 | 7  | 11 | 18  |
| Mario Lemieux     | Pittsburgh | 18 | 6  | 11 | 17  |
| Chris Drury       | Colorado   | 23 | 11 | 5  | 16  |
| Bobby Holík       | New Jersey | 25 | 6  | 10 | 16  |
| Alexander Mogilny | New Jersey | 25 | 5  | 11 | 16  |

## Debutanter
Några kända debutanter under säsongen:
- Andrew Raycroft, Boston Bruins
- Marty Turco, Dallas Stars
- Marián Gáborík, Minnesota Wild
- Rick DiPietro, New York Islanders
- Martin Havlát, Ottawa Senators
- Mario Lemieux, Pittsburgh Penguins (Comeback efter att han slutat 1997)
- Miikka Kiprusoff, San Jose Sharks
- Brad Richards, Tampa Bay Lightning
- Daniel Sedin, Vancouver Canucks
- Henrik Sedin, Vancouver Canucks

## Sista matchen
Bland de som gjorde sin sista säsongen i NHL märks:
- Paul Coffey, Boston Bruins
- Ron Sutter, Calgary Flames
- Kevin Hatcher, Carolina Hurricanes
- Ray Bourque, Colorado Avalanche
- Larry Murphy, Detroit Red Wings
- Kirk McLean, New York Rangers
- Tony Granato, San Jose Sharks
- Petr Svoboda, Tampa Bay Lightning

## NHL awards
| NHL awards 2000–2001              | NHL awards 2000–2001                                          |
| --------------------------------- | ------------------------------------------------------------- |
| Presidents' Trophy:               | Colorado Avalanche                                            |
| Prince of Wales Trophy:           | New Jersey Devils                                             |
| Clarence S. Campbell Bowl:        | Colorado Avalanche                                            |
| Art Ross Memorial Trophy:         | Jaromír Jágr, Pittsburgh Penguins                             |
| Bill Masterton Memorial Trophy:   | Adam Graves, New York Rangers                                 |
| Calder Memorial Trophy:           | Jevgenij Nabokov, San Jose Sharks                             |
| Frank J. Selke Trophy:            | John Madden, New Jersey Devils                                |
| Hart Memorial Trophy:             | Joe Sakic, Colorado Avalanche                                 |
| Jack Adams Award:                 | Bill Barber, Philadelphia Flyers                              |
| James Norris Memorial Trophy:     | Nicklas Lidström, Detroit Red Wings                           |
| King Clancy Memorial Trophy:      | Shjon Podein, Colorado Avalanche                              |
| Lady Byng Memorial Trophy:        | Joe Sakic, Colorado Avalanche                                 |
| Lester B. Pearson Award:          | Joe Sakic, Colorado Avalanche                                 |
| Maurice "Rocket" Richard Trophy:  | Pavel Bure, Florida Panthers                                  |
| NHL Plus/Minus Award:             | Joe Sakic, Colorado Avalanche Patrik Eliáš, New Jersey Devils |
| Roger Crozier Saving Grace Award: | Marty Turco, Dallas Stars                                     |
| Vezina Trophy:                    | Dominik Hašek, Buffalo Sabres                                 |
| William M. Jennings Trophy:       | Dominik Hašek, Buffalo Sabres                                 |

## All-Star
| Första laget                        | Position | Andra laget                                       |
| ----------------------------------- | -------- | ------------------------------------------------- |
| Dominik Hašek, Buffalo Sabres       | M        | Roman Cechmanek, Philadelphia Flyers              |
| Nicklas Lidström, Detroit Red Wings | B        | Rob Blake, Los Angeles Kings / Colorado Avalanche |
| Ray Bourque, Colorado Avalanche     | B        | Scott Stevens, New Jersey Devils                  |
| Joe Sakic, Colorado Avalanche       | C        | Mario Lemieux, Pittsburgh Penguins                |
| Jaromír Jágr, Pittsburgh Penguins   | HF       | Pavel Bure, Florida Panthers                      |
| Patrik Eliáš, New Jersey Devils     | VF       | Luc Robitaille, Los Angeles Kings                 |